# Ramme Station
Ramme Station er en dansk jernbanestation i landsbyen Ramme i det nordlige Vestjylland.
Ramme
| Foregående station |  | Midtjyske Jernbaner                  |  | Efterfølgende station   |
| ------------------ |  | ------------------------------------ |  | ----------------------- |
| Fåremod Vemb       |  | Lemvigbanen Vemb - Lemvig - Thyborøn |  | Bonnetmod Thyborøn Havn |

|  | Denne artikel om stationen Ramme Station kan blive bedre, hvis der indsættes et (bedre) billede. Du kan hjælpe ved at afsøge Wikimedia Commons for et passende billede eller uploade et godt billede til Wikimedia Commons iht. de tilladte licenser og indsætte det i artiklen. |

56°29′20″N 8°12′37″Ø / 56.48889°N 8.21028°Ø